# Peter Hennessy
Peter John Hennessy (né le 28 mars 1947) est un historien et universitaire anglais spécialisé dans l'histoire du gouvernement. Depuis 1992, il est professeur d'histoire britannique contemporaine à l'Université Queen Mary de Londres .

## Jeunesse
Hennessy est né à Edmonton, au nord de Londres, le plus jeune enfant de William G. Hennessy de son mariage avec Edith Wood-Johnson . Il est issu d'une grande famille catholique d'origine irlandaise. Il est élevé dans de grandes maisons, réquisitionné par le conseil, d'abord dans Allandale Avenue, puis à Lyndhurst Gardens, Finchley, au nord de Londres.
Il fréquente l'école primaire Notre-Dame de Lourdes, située à proximité, et le dimanche, il va à l'église Sainte-Marie-Madeleine, où il est enfant de chœur. Il fait l'objet du premier épisode de la série radio BBC 4 The House I Grew Up In, diffusé pour la première fois le 6 août 2007, dans lequel il parle de son enfance.
Hennessy fait ses études à la St Benedict's School, une école indépendante à Ealing, dans l'ouest de Londres. Lorsque le travail de son père conduit la famille à déménager dans les Cotswolds, il fréquente la Marling School, un lycée à Stroud, Gloucestershire. Il étudie ensuite au St John's College de Cambridge, où il obtient un BA en 1969 et un doctorat en 1990. Hennessy est boursier Kennedy à l'Université Harvard de 1971 à 1972.

## Carrière

### Journalisme
Hennessy est journaliste pour le Times Higher Education Supplement de 1972 à 1974. De 1974 à 1982, il écrit des éditoriaux pour le Times, dont il est également le correspondant de Whitehall. Il est le correspondant du Financial Times à Westminster en 1976. En juin 1977, Hennessy accuse Donald Beves d'être le «quatrième homme» des Cinq de Cambridge (les participants alors connus sont Philby, Burgess et Maclean), mais Geoffrey Grigson et d'autres prennent rapidement la défense de Beves .
Hennessy écrit pour The Economist en 1982. Il est un présentateur régulier d'Analyse sur BBC Radio 4 de 1987 à 1992. Le 17 novembre 2005, il fait une apparition percutante aux côtés de Lord Wilson de Dinton devant le Comité spécial de l'administration publique de la Chambre des communes sur la publication de mémoires politiques.
En juillet et août 2013, il est l'intervieweur de Reflections de BBC Radio 4, une série de quatre programmes d'interview biographique mettant en vedette Shirley Williams, Jack Straw, Norman Tebbit et Neil Kinnock. Hennessy continue de présenter le programme.

### Carrière académique
Hennessy cofonde l'Institut d'histoire britannique contemporaine en 1986. De 1992 à 2000, il est professeur d'histoire contemporaine au Queen Mary and Westfield College de l'Université de Londres. De 1994 à 1997, il donne des conférences publiques en tant que professeur de rhétorique au Gresham College de Londres. Depuis 2001, il est professeur Attlee d'histoire britannique contemporaine à Queen Mary, Université de Londres.
Son analyse de la Grande-Bretagne d'après-guerre, Never Again: Britain 1945-1951, remporte le Duff Cooper Prize en 1992 et le NCR Book Award en 1993.
Son étude de la Grande-Bretagne dans les années 1950 et de l'ascension d'Harold Macmillan, Have It So Good: Britain in the 1950s, remporte le prix Orwell 2007 des livres politiques .

## Élévation à la pairie

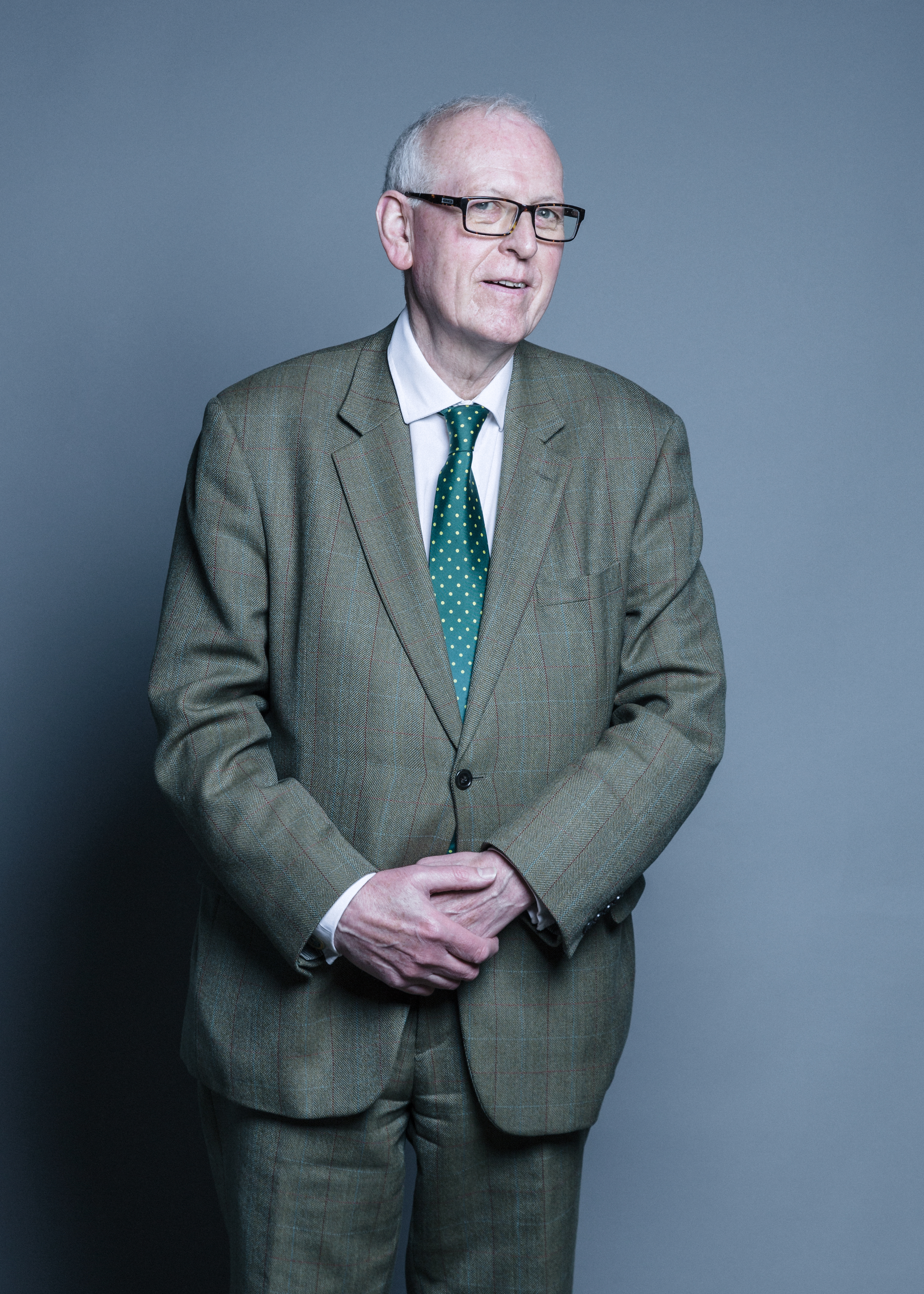
Hennessy en 2018

Le 5 octobre 2010, la commission des nominations de la Chambre des Lords le propose comme pair crossbencher. Il a été créé pair à vie le 8 novembre 2010, prenant le titre de baron Hennessy de Nympsfield, de Nympsfield dans le comté de Gloucestershire. Il est présenté à la Chambre des lords le 25 novembre .